# Chaerilus tessellatus
Espèce
Chaerilus tessellatus est une espèce de scorpions de la famille des Chaerilidae.

## Distribution
Cette espèce est endémique du Tibet en Chine. Elle se rencontre dans le xian de Mêdog et le xian de Bomi.

## Description
La femelle holotype mesure 48,93 mm.

## Publication originale
- Qi, Zhu & Lourenço, 2005 : Eight New Species of the Genera Scorpiops Peters, Euscorpiops Vachon, and Chaerilus Simon (Scorpiones: Euscorpiidae, Chaerilidae) from Tibet and Yunnan, China. Euscorpius, no 32, p. 1–40 (texte intégral).